# Campeonato de Naciones de la Concacaf de 1989
El Campeonato de Naciones de la Concacaf de 1989 sirvió de marco a la clasificación para la Copa Mundial de Fútbol de 1990. La FIFA le otorgó a la confederación dos cupos para el Mundial, los cuales fueron obtenidos por el campeón Costa Rica y el subcampeón Estados Unidos.
Un total de 5 países formaron parte del certamen. Belice no participó por un tema de deudas con la FIFA; mientras que México fue descalificado debido al caso de Los cachirules en el cual hubo adulteración en la edad de varios futbolistas juveniles.

## Fase preliminar

### Primera ronda
| Equipo 1          | Agr.        | Equipo 2              | Ida | Vuelta |
| ----------------- | ----------- | --------------------- | --- | ------ |
| Guyana            | 0–5         | Trinidad y Tobago     | 0–4 | 0–1    |
| Cuba              | 1–2         | Guatemala             | 0–1 | 1–1    |
| Jamaica           | 3–1         | Puerto Rico           | 1–0 | 2–1    |
| Antigua y Barbuda | 1–4 (t. s.) | Antillas Neerlandesas | 0–1 | 1–3    |
| Costa Rica        | 3–1         | Panamá                | 1–1 | 2–0    |

| 17 de abril de 1988 | Guyana | 0:4 (0:1) | Trinidad y Tobago                                      | Bourda, Georgetown                                             |                                                                |
|                     |        |           | Elliot-Allen 41' · Faustin 71' · Lake 77' · Skeene 85' | Asistencia: 1 500 espectadores Árbitro(s): Omar Tribulo Monson | Asistencia: 1 500 espectadores Árbitro(s): Omar Tribulo Monson |

| 8 de mayo de 1988 | Trinidad y Tobago | 1:0 (0:0) (Global 5:0) | Guyana | Skinner Park, San Fernando                                   |                                                              |
|                   | Corneal 68'       |                        |        | Asistencia: 1 744 espectadores Árbitro(s): Arlington Success | Asistencia: 1 744 espectadores Árbitro(s): Arlington Success |

| 30 de abril de 1988 | Cuba | 0:1 (0:1) | Guatemala  | Estadio Pedro Marrero, La Habana                             |                                                              |
|                     |      |           | Dávila 44' | Asistencia: 12 000 espectadores Árbitro(s): Rodolfo Martínez | Asistencia: 12 000 espectadores Árbitro(s): Rodolfo Martínez |

| 15 de mayo de 1988 | Guatemala        | 1:1 (0:1) (Global 2:1) | Cuba         | La Marquesa, San Marcos                                 |                                                         |
|                    | Pérez 68' (pen.) |                        | González 40' | Asistencia: 18 000 espectadores Árbitro(s): Julio Salas | Asistencia: 18 000 espectadores Árbitro(s): Julio Salas |

| 12 de mayo de 1988 | Jamaica           | 1:0 (1:0) | Puerto Rico | Independence Park, Kingston                                        |                                                                    |
|                    | Brooks 10' (pen.) |           |             | Asistencia: 36 000 espectadores Árbitro(s): Jorge Enrique Meléndez | Asistencia: 36 000 espectadores Árbitro(s): Jorge Enrique Meléndez |

| 29 de mayo de 1988 | Puerto Rico     | 1:2 (0:1) (Global 1:3) | Jamaica         | Estadio Sixto Escobar, San Juan                          |                                                          |
|                    | De la Campa 52' |                        | Anglin 32', 78' | Asistencia: 675 espectadores Árbitro(s): Neville Pearson | Asistencia: 675 espectadores Árbitro(s): Neville Pearson |

| 19 de junio de 1988 | Antigua y Barbuda | 0:1 (0:0) | Antillas Neerlandesas | Antigua Recreation Ground, St. John's                          |                                                                |
|                     |                   |           | Rovina 54'            | Asistencia: 426 espectadores Árbitro(s): Luis Hernández Castro | Asistencia: 426 espectadores Árbitro(s): Luis Hernández Castro |

| 29 de julio de 1988 | Antillas Neerlandesas           | 3:1 (0:1: 0:1) (3:0 t. s.)(Global 4:1) | Antigua y Barbuda | Estadio Ergilio Hato, Willemstad                              |                                                               |
|                     | Rovina 104', 118' · Rosina 120' |                                        | Edwards 38'       | Asistencia: 3 009 espectadores Árbitro(s): José Antonio Garza | Asistencia: 3 009 espectadores Árbitro(s): José Antonio Garza |

| 17 de julio de 1988 | Costa Rica | 1:1 (1:1) | Panamá       | Estadio Alejandro Morera Soto, Alajuela                      |                                                              |
|                     | Jara 26'   |           | Mendieta 17' | Asistencia: 14 694 espectadores Árbitro(s): Rafael Rodríguez | Asistencia: 14 694 espectadores Árbitro(s): Rafael Rodríguez |

| 31 de julio de 1988 | Panamá | 0:2 (0:1) (Global 1:3) | Costa Rica               | Estadio Revolución, Ciudad de Panamá                        |                                                             |
|                     |        |                        | Cayasso 1' · Medford 71' | Asistencia: 26 657 espectadores Árbitro(s): Charles Branche | Asistencia: 26 657 espectadores Árbitro(s): Charles Branche |

### Segunda ronda
| Equipo 1              | Agr.     | Equipo 2       | Ida | Vuelta |
| --------------------- | -------- | -------------- | --- | ------ |
| Antillas Neerlandesas | 0–6      | El Salvador    | 0–1 | 0–5    |
| Jamaica               | 1–5      | Estados Unidos | 0–0 | 1–5    |
| Trinidad y Tobago     | 1–1 (v.) | Honduras       | 0–0 | 1–1    |
| Costa Rica            | w/o      | México         | n/a | n/a    |
| Guatemala             | 3–3 (v.) | Canadá         | 1–0 | 2–3    |

| 1 de octubre de 1988 | Antillas Neerlandesas | 0:1 (0:0) | El Salvador | Estadio Ergilio Hato, Willemstad                           |                                                            |
|                      |                       |           | García 53'  | Asistencia: 3 311 espectadores Árbitro(s): Charles Branche | Asistencia: 3 311 espectadores Árbitro(s): Charles Branche |

| 16 de octubre de 1988 | El Salvador                                   | 5:0 (3:0) (Global 6:0) | Antillas Neerlandesas | Estadio Cuscatlán, San Salvador                           |                                                           |
|                       | Coreas 5', 63' · Garcia 35' · Zapata 14', 66' |                        |                       | Asistencia: 40 000 espectadores Árbitro(s): Steve Bucknor | Asistencia: 40 000 espectadores Árbitro(s): Steve Bucknor |

| 24 de julio de 1988 | Jamaica | 0:0 | Estados Unidos | Independence Park, Kingston                             |  |
|                     |         |     |                | Asistencia: 15 000 espectadores Árbitro(s): Julio López |  |

| 13 de agosto de 1988 | Estados Unidos                                              | 5:1 (1:0) (Global 5:1) | Jamaica      | St. Louis Soccer Park, Fenton                             |                                                           |
|                      | Bliss 18' · Pérez 68' (pen.) · Klopas 76', 85' · Krumpe 78' |                        | Sterling 54' | Asistencia: 6 100 espectadores Árbitro(s): David Brummitt | Asistencia: 6 100 espectadores Árbitro(s): David Brummitt |

| 30 de octubre de 1988 | Trinidad y Tobago | 0:0 | Honduras | Queen's Park Oval, Puerto España |  |
|                       |                   |     |          | Árbitro(s): Arturo Brizio Carter |  |

| 13 de noviembre de 1988                                    | Honduras   | 1:1 (1:0) (Global 1:1) | Trinidad y Tobago | Estadio Nacional, Tegucigalpa                                   |                                                                 |
|                                                            | Flores 20' |                        | Charles 56'       | Asistencia: 40 000 espectadores Árbitro(s): Antonio Evangelista | Asistencia: 40 000 espectadores Árbitro(s): Antonio Evangelista |
| Trinidad y Tobago calificó debido a los goles de visitante |            |                        |                   |                                                                 |                                                                 |

|                                                                                 | Costa Rica | w/o | México |  |  |
| México fue descalificado de la eliminatoria por el escándalo de Los cachirules. |            |     |        |  |  |

| 9 de octubre de 1988 | Guatemala        | 1:0 (1:0) | Canadá | Estadio Mateo Flores, Ciudad de Guatemala                  |                                                            |
|                      | Pérez 20' (pen.) |           |        | Asistencia: 17 065 espectadores Árbitro(s): Angelo Bratsis | Asistencia: 17 065 espectadores Árbitro(s): Angelo Bratsis |

| 15 de octubre de 1988                               | Canadá                                | 3:2 (0:2) (Global 3:3) | Guatemala                   | Estadio Swangard, Burnaby                              |                                                        |
|                                                     | Mitchell 63', 83' (pen.) · Bridge 88' |                        | Paniagua 7' · Castañeda 37' | Asistencia: 6 318 espectadores Árbitro(s): Berny Ulloa | Asistencia: 6 318 espectadores Árbitro(s): Berny Ulloa |
| Guatemala calificó debido a los goles de visitante. |                                       |                        |                             |                                                        |                                                        |

## Organización

### Equipos participantes
| Equipos participantes | Equipos participantes | Equipos participantes |
| --------------------- | --------------------- | --------------------- |
| Costa Rica            | Estados Unidos        | Guatemala             |
| El Salvador           | Trinidad y Tobago     |                       |

## Clasificación
| Equipo            | Pts. | PJ | PG | PE | PP | GF | GC | Dif |
| ----------------- | ---- | -- | -- | -- | -- | -- | -- | --- |
| Costa Rica        | 11   | 8  | 5  | 1  | 2  | 10 | 6  | 4   |
| Estados Unidos    | 11   | 8  | 4  | 3  | 1  | 6  | 3  | 3   |
| Trinidad y Tobago | 9    | 8  | 3  | 3  | 2  | 7  | 5  | 2   |
| Guatemala         | 3    | 6  | 1  | 1  | 4  | 4  | 7  | -3  |
| El Salvador       | 2    | 6  | 0  | 2  | 4  | 2  | 8  | -6  |

| L\V                          | Bandera de Costa Rica | Bandera de Estados Unidos | Bandera de Trinidad y Tobago | Bandera de Guatemala | Bandera de El Salvador |
| Bandera de Costa Rica        |                       | 1:0                       | 1:0                          | 2:1                  | 1:0                    |
| Bandera de Estados Unidos    | 1:0                   |                           | 1:1                          | 2:1                  | 0:0                    |
| Bandera de Trinidad y Tobago | 1:1                   | 0:1                       |                              | 2:1                  | 2:0                    |
| Bandera de Guatemala         | 1:0                   | 0:0                       | 0:1                          |                      | X–X                    |
| Bandera de El Salvador       | 2:4                   | 0:1                       | 0:0                          | X–X                  |                        |

#### Resultados
| 19 de marzo de 1989 | Guatemala         | 1:0 (1:0) | Costa Rica | Estadio Mateo Flores, Ciudad de Guatemala                       |                                                                 |
|                     | Chacón 39' (pen.) |           |            | Asistencia: 32 093 espectadores Árbitro(s): Antonio Evangelista | Asistencia: 32 093 espectadores Árbitro(s): Antonio Evangelista |

| 2 de abril de 1989 | Costa Rica                   | 2:1 (1:0) | Guatemala | Estadio Nacional, San José                               |                                                          |
|                    | R. Flores 42' · Coronado 78' |           | Rodas 51' | Asistencia: 25 003 espectadores Árbitro(s): John Meachin | Asistencia: 25 003 espectadores Árbitro(s): John Meachin |

| 16 de abril de 1989 | Costa Rica | 1:0 (1:0) | Estados Unidos | Estadio Nacional, San José                                     |                                                                |
|                     | Rhoden 14' |           |                | Asistencia: 26 271 espectadores Árbitro(s): José Antonio Garza | Asistencia: 26 271 espectadores Árbitro(s): José Antonio Garza |

| 30 de abril de 1989 | Estados Unidos | 1:0 (0:0) | Costa Rica | St. Louis Soccer Park, Fenton                               |                                                             |
|                     | Ramos 72'      |           |            | Asistencia: 8 500 espectadores Árbitro(s): Rodolfo Martínez | Asistencia: 8 500 espectadores Árbitro(s): Rodolfo Martínez |

| 13 de mayo de 1989 | Estados Unidos | 1:1 (0:0) | Trinidad y Tobago | Murdock Stadium, Torrance                                 |                                                           |
|                    | Trittschuh 48' |           | Charles 88'       | Asistencia: 10 000 espectadores Árbitro(s): Luigi Agnolin | Asistencia: 10 000 espectadores Árbitro(s): Luigi Agnolin |

| 28 de mayo de 1989 | Trinidad y Tobago | 1:1 (1:0) | Costa Rica   | Queen's Park Oval, Puerto España                            |                                                             |
|                    | Jones 13'         |           | Coronado 69' | Asistencia: 26 000 espectadores Árbitro(s): Edgardo Codesal | Asistencia: 26 000 espectadores Árbitro(s): Edgardo Codesal |

| 11 de junio de 1989 | Costa Rica | 1:0 (1:0) | Trinidad y Tobago | Estadio Nacional, San José                                     |                                                                |
|                     | Cayasso 2' |           |                   | Asistencia: 18 282 espectadores Árbitro(s): José Torres Cadena | Asistencia: 18 282 espectadores Árbitro(s): José Torres Cadena |

| 17 de junio de 1989 | Estados Unidos           | 2:1 (1:1) | Guatemala  | Veterans Stadium, New Britain                                 |                                                               |
|                     | Murray 3' · Eichmann 67' |           | Chacón 22' | Asistencia: 10 500 espectadores Árbitro(s): Gordon Arrowsmith | Asistencia: 10 500 espectadores Árbitro(s): Gordon Arrowsmith |

| 25 de junio de 1989 | El Salvador               | 2:4 (1:1) | Costa Rica                                     | Estadio Cuscatlán, San Salvador                           |                                                           |
|                     | Rodríguez 24' · Rivas 63' |           | Cayasso 16' · Hidalgo 46' · L. Flores 51', 75' | Asistencia: 40 000 espectadores Árbitro(s): Arturo Brizio | Asistencia: 40 000 espectadores Árbitro(s): Arturo Brizio |

| 16 de julio de 1989 | Costa Rica    | 1:0 (0:0) | El Salvador | Estadio Nacional, San José                                       |                                                                  |
|                     | Fernández 55' |           |             | Asistencia: 26 473 espectadores Árbitro(s): Jorge Orellana Vimos | Asistencia: 26 473 espectadores Árbitro(s): Jorge Orellana Vimos |

| 30 de julio de 1989 | Trinidad y Tobago | 2:0 (0:0) | El Salvador | Queen's Park Oval, Puerto España                                |                                                                 |
|                     | Lewis 50', 61'    |           |             | Asistencia: 23 000 espectadores Árbitro(s): Antonio Evangelista | Asistencia: 23 000 espectadores Árbitro(s): Antonio Evangelista |

| 13 de agosto de 1989 | El Salvador | 0:0 | Trinidad y Tobago | Estadio Nacional, Tegucigalpa                              |  |
|                      |             |     |                   | Asistencia: 16 882 espectadores Árbitro(s): Gonzalo Tejada |  |

| 20 de agosto de 1989 | Guatemala | 0:1 (0:0) | Trinidad y Tobago | Estadio Mateo Flores, Ciudad de Guatemala |                           |
|                      |           |           | Jamerson 57'      | Árbitro(s): Arturo Brizio                 | Árbitro(s): Arturo Brizio |

| 3 de septiembre de 1989 | Trinidad y Tobago        | 2:1 (1:1) | Guatemala | Estadio Hasely Crawford, Puerto España |                                 |
|                         | Jones 10' · Jamerson 88' |           | Rodas 6'  | Árbitro(s): Horacio Cachay Díaz        | Árbitro(s): Horacio Cachay Díaz |

| 17 de septiembre de 1989 | El Salvador | 0:1 (0:0) | Estados Unidos | Estadio Nacional, Tegucigalpa                              |                                                            |
|                          |             |           | Pérez 61'      | Asistencia: 3 700 espectadores Árbitro(s): Edgardo Codesal | Asistencia: 3 700 espectadores Árbitro(s): Edgardo Codesal |

| 8 de octubre de 1989 | Guatemala | 0:0 | Estados Unidos | Estadio Mateo Flores, Ciudad de Guatemala               |  |
|                      |           |     |                | Asistencia: 8 000 espectadores Árbitro(s): Elías Jácome |  |

| 5 de noviembre de 1989 | Estados Unidos | 0:0 | El Salvador | St. Louis Soccer Park, Fenton                           |  |
|                        |                |     |             | Asistencia: 8 500 espectadores Árbitro(s): John Meachin |  |

| 19 de noviembre de 1989 | Trinidad y Tobago | 0:1 (0:1) | Estados Unidos | Estadio Hasely Crawford, Puerto España                          |                                                                 |
|                         |                   |           | Caligiuri 30'  | Asistencia: 35 000 espectadores Árbitro(s): Juan Carlos Loustau | Asistencia: 35 000 espectadores Árbitro(s): Juan Carlos Loustau |

| 19 de noviembre de 1989 | El Salvador | - | Guatemala | Estadio Mateo Flores, Ciudad de Guatemala |  |
| El partido El Salvador vs Guatemala se iba a jugar en Guatemala, pero no se disputó por ser irrelevante al estar ambas selecciones sin posibilidades de clasificar a la Copa Mundial de Fútbol de 1990. |             |   |           |                                           |  |

| 26 de noviembre de 1989 | Guatemala | - | El Salvador | Estadio Mateo Flores, Ciudad de Guatemala |  |
| El partido Guatemala vs El Salvador no se disputó por ser irrelevante al estar ambas selecciones sin posibilidades de clasificar a la Copa Mundial de Fútbol de 1990 |           |   |             |                                           |  |

## Clasificados
| Bandera de Costa Rica | Bandera de Estados Unidos |
| Costa Rica            | Estados Unidos            |
| Campeón 3.° título    | Segundo puesto            |